# Steven Taylor (Fußballspieler)
Steven Vincent Taylor (* 23. Januar 1986 in London) ist ein englischer ehemaliger Fußballspieler. Er war Innenverteidiger, konnte aber auch als Außenverteidiger eingesetzt werden. Er wurde in London geboren und zog im Alter von zwei Jahren mit seiner Familie nach Whitley Bay in North Tyneside.

## Spielerkarriere
Taylor begann seine Karriere als Mittelstürmer. 1998 wurde er aufgrund von verletzungsbedingten Ausfällen der Abwehr, dort eingesetzt. Durch seine erfolgreiche Abwehrarbeit wurde er nicht mehr als Stürmer eingesetzt.
Im November 2001 spielte Taylor beim Walker International Tournament für die englische U16-Nationalmannschaft und wurde dort zum Spieler des Turniers ernannt. Aufgrund dieser Leistung unterschrieb er im Juli 2002 seinen Profivertrag bei Newcastle United. In dieser Saison wurde er zum ersten Mal in der Reservemannschaft des Vereins eingesetzt.
Im März 2003 qualifizierte Taylor sich mit englischen U17-Team für die Europameisterschaft. Bei dem Turnier schoss er gegen die Slowakei seine ersten beiden Tore im Nationaldress. Er wurde auch 2003 bei der Junioren-Fußballweltmeisterschaft eingesetzt.
Taylor wurde im Dezember 2003 für einen Monat an die Wycombe Wanderers ausgeliehen, um Erfahrungen in der ersten Mannschaft zu sammeln. Er bestritt sein Liga-Debüt beim 1:1 gegen Notts County am 13. Dezember 2003. Während seiner Zeit bei Wycombe bestritt er sechs Spiele und kehrte planmäßig am 11. Januar 2004 nach Newcastle zurück.
Durch seine guten Leistungen bei der U20-WM in Dubai wurde Taylor nun auch in Englands U21-Auswahl eingesetzt.
Am 25. März 2004 erhielt Taylor endlich seinen ersten Einsatz bei Newcastle United im UEFA-Cup. Sein erstes vollständiges Spiel und damit auch sein erstes Premier-League-Spiel bestritt er am 28. März 2004 gegen die Bolton Wanderers. Taylor trägt in Newcastle die Nummer 27 als Tribut an Philippe Albert, einem ehemaligen Newcastle Spieler, der ebenfalls die 27 trug.
Der Start der Saison 2004/05 verlief für Taylor enttäuschend. Er verletzte sich und konnte nicht spielen. Aber er kam zurück um 22 Spiele für Newcastle zu spielen und rettete somit seine Saison.
Im Juni 2005 vertrat er Englands U21 bei dem Toulon International Tournament, in dem England Platz 3 belegte. Am 6. September 2005 schoss er sein erstes U21-Tor gegen Deutschland und erzielte im Oktober 2005 zwei Toren gegen Polens U21-Auswahl.
Taylor erlitt eine am 26. Dezember 2005 eine schwere Schulterverletzung, die ihm den Rest der Saison kostete.
Sein erstes Tor für Newcastle United schoss er gegen Celta Vigo am 23. November 2006 im UEFA-Cup. Kurz darauf gelang ihm am 9. Dezember 2006 sein erstes Premier League Tor gegen die Blackburn Rovers.
Beim Spiel gegen Birmingham im FA-Cup am 7. Januar 2007 wurde er zum Spieler des Spiels gewählt. Taylors zweites Ligator erzielte er beim 2:1-Auswärtssieg gegen Sheffield United.
Er spielte eine Schlüsselrolle in der U-21-Fußball-Europameisterschaft 2007 als die Mannschaft es bis ins Halbfinale schaffte. Er verpasste das erste Spiel, aber spielte die beiden anderen Gruppenspiele und das Halbfinale, in dem er durch eine kurz zuvor erlittenen Knöchelverletzung den späten Ausgleich der Niederlande nicht verhindern konnte. Nachdem er die Nachspielzeit mit der Verletzung gespielt hatte, verwandelte er seinen Elfmeter im anschließenden Elfmeterschießen. Trotzdem verlor England das Elfmeterschießen mit 12:13.